# همینگشتدت
همینگشتدت (به آلمانی: Hemmingstedt) یک شهر در آلمان است که در دیمارشن واقع شده‌است. همینگشتدت ۲٬۹۵۷ نفر جمعیت دارد.